# Nassandres
Nassandres est une ancienne commune française située dans le département de l'Eure, en région Normandie. Depuis le  1er janvier 2017, Nassandre est intégrée dans la commune nouvelle de Nassandres sur Risle dont elle est le chef-lieu.

## Géographie

### Localisation
Nassandres se situe dans le département de l'Eure, à 40 km à l'est de Lisieux, à 60 km au sud-ouest de Rouen et à 38 km au nord-ouest d'Évreux.
|                                                                   | Brionne    | Perriers-la-Campagne (comm. nouv. de Nassandres-sur-Risle)              |
| Fontaine-la-Soret (comm. nouv. de Nassandres-sur-Risle) Serquigny | Nassandres | Perriers-la-Campagne (comm. nouv. de Nassandres-sur-Risle) Goupillières |
|                                                                   | Launay     | Goupillières                                                            |

## Toponymie
Le nom de la localité est attesté sous les formes Nacande en 1179 (charte de Robert d’Harcourt), Nacandres au XIIe siècle (charte en faveur de Lyre), Naccandres (charte de Saint-Étienne de Renneville) ou Nassandres en 1220, Naxandres en 1334 (cartulaire de Beaumont-le-Roger), Nasandrius en 1557 (Robert Cœnalis), Nasandre au XVIIe siècle (Chambre des comptes de Rouen), Nassandre en 1644 (Coulon, les Riv. de France).

## Histoire
La Rivière-Thibouville était sous l'Ancien Régime un relais pour les diligences sur la route Caen-Paris.

### Le massacre de Nassandres
Le 28 mars 1898, un chemineau nommé Alphonse Caillard tue les six membres de la famille Leblond qui se trouvaient dans leur maison à l’entrée du village au hameau du Val. Le père d’abord, au fusil, à travers une ouverture dans la porte d’entrée, puis la mère accourue, puis deux enfants, Paul (10 ans) et Léonce (7 ans) et la troisième, Jeanne (5 ans) qu’il égorge avec un couteau trouvé sur place. À l’étage, alors qu’il rassemble son butin, il avise la grand-mère, alitée et mourante, qu’il achève d’un coup de fusil. Caillard est rapidement arrêté, à Lisieux, avec sa maîtresse. Il avoue immédiatement, le mobile est simplement crapuleux. Il est condamné à mort par la Cour d’assises de l’Eure le 9 juillet 1898, et exécuté à Évreux le 19 août. Ce sextuple meurtre fait la « une » des journaux de l’époque, dans toute la France. On compare Caillard à Jean-Baptiste Troppmann ainsi qu’à Joseph Vacher.

## Politique et administration
| Période                                  | Période  | Identité          | Étiquette | Qualité                   |
| ---------------------------------------- | -------- | ----------------- | --------- | ------------------------- |
| mars 1983                                | 2015     | Francis Marteau   | UMP       | Agriculteur retraité      |
| juin 2015                                | En cours | Alain Lebourgeois | SE        | Maire délégué depuis 2017 |
| Les données manquantes sont à compléter. |          |                   |           |                           |

## Démographie
L'évolution du nombre d'habitants est connue à travers les recensements de la population effectués dans la commune depuis 1793. À partir du 1er janvier 2009, les populations légales des communes sont publiées annuellement dans le cadre d'un recensement qui repose désormais sur une collecte d'information annuelle, concernant successivement tous les territoires communaux au cours d'une période de cinq ans. 
Pour les communes de moins de 10 000 habitants, une enquête de recensement portant sur toute la population est réalisée tous les cinq ans, les populations légales des années intermédiaires étant quant à elles estimées par interpolation ou extrapolation. Pour la commune, le premier recensement exhaustif entrant dans le cadre du nouveau dispositif a été réalisé en 2006,.
En 2014, la commune comptait 1 349 habitants, en évolution de −2,53 % par rapport à 2009 (Eure : +2,66 %, France hors Mayotte : +2,49 %).
| 1793 | 1800 | 1806 | 1821 | 1831 | 1836 | 1841 | 1846 | 1851 |
| ---- | ---- | ---- | ---- | ---- | ---- | ---- | ---- | ---- |
| 614  | 589  | 539  | 615  | 617  | 637  | 665  | 674  | 666  |

| 1856 | 1861 | 1866 | 1872 | 1876 | 1881 | 1886 | 1891 | 1896 |
| ---- | ---- | ---- | ---- | ---- | ---- | ---- | ---- | ---- |
| 617  | 675  | 758  | 726  | 695  | 666  | 678  | 590  | 665  |

| 1901 | 1906 | 1911 | 1921 | 1926 | 1931 | 1936 | 1946 | 1954  |
| ---- | ---- | ---- | ---- | ---- | ---- | ---- | ---- | ----- |
| 685  | 679  | 688  | 721  | 848  | 953  | 940  | 987  | 1 049 |

| 1962  | 1968  | 1975  | 1982  | 1990  | 1999  | 2006  | 2011  | 2014  |
| ----- | ----- | ----- | ----- | ----- | ----- | ----- | ----- | ----- |
| 1 233 | 1 307 | 1 331 | 1 417 | 1 350 | 1 381 | 1 387 | 1 367 | 1 349 |

## Culture locale et patrimoine

### Lieux et monuments
Nassandres compte plusieurs édifices inscrits à l'inventaire général du patrimoine culturel :
- l'église Notre-Dame, Saint-André (XIIe, XVIe et XIXe)[13]. Ancien édifice du XIIe siècle, agrandie au XVIe siècle. Sacristie du XVIIe siècle.
- le prieuré de Bénédictines Saint-Denis (XIIe et XVIIIe) au lieu-dit Saint-Denis[14] ;
- le relais de poste (XVIIe et XVIIIe) au lieu-dit La Rivière-Thibouville[15] ;
- un château du XVIIIe siècle au lieu-dit Bigards[16] ;
- un château fort au lieu-dit La Rivière-Thibouville[17]. Seule la chapelle Saint-Nicolas subsiste aujourd'hui. Elle a été transformée en salle des fêtes ;
- deux maisons du XVIIIe siècle[18],[19].

Est également inscrite à l'inventaire général du patrimoine culturel la halle de La Rivière-Thibouville (XVIIe ?), aujourd'hui détruite en totalité.

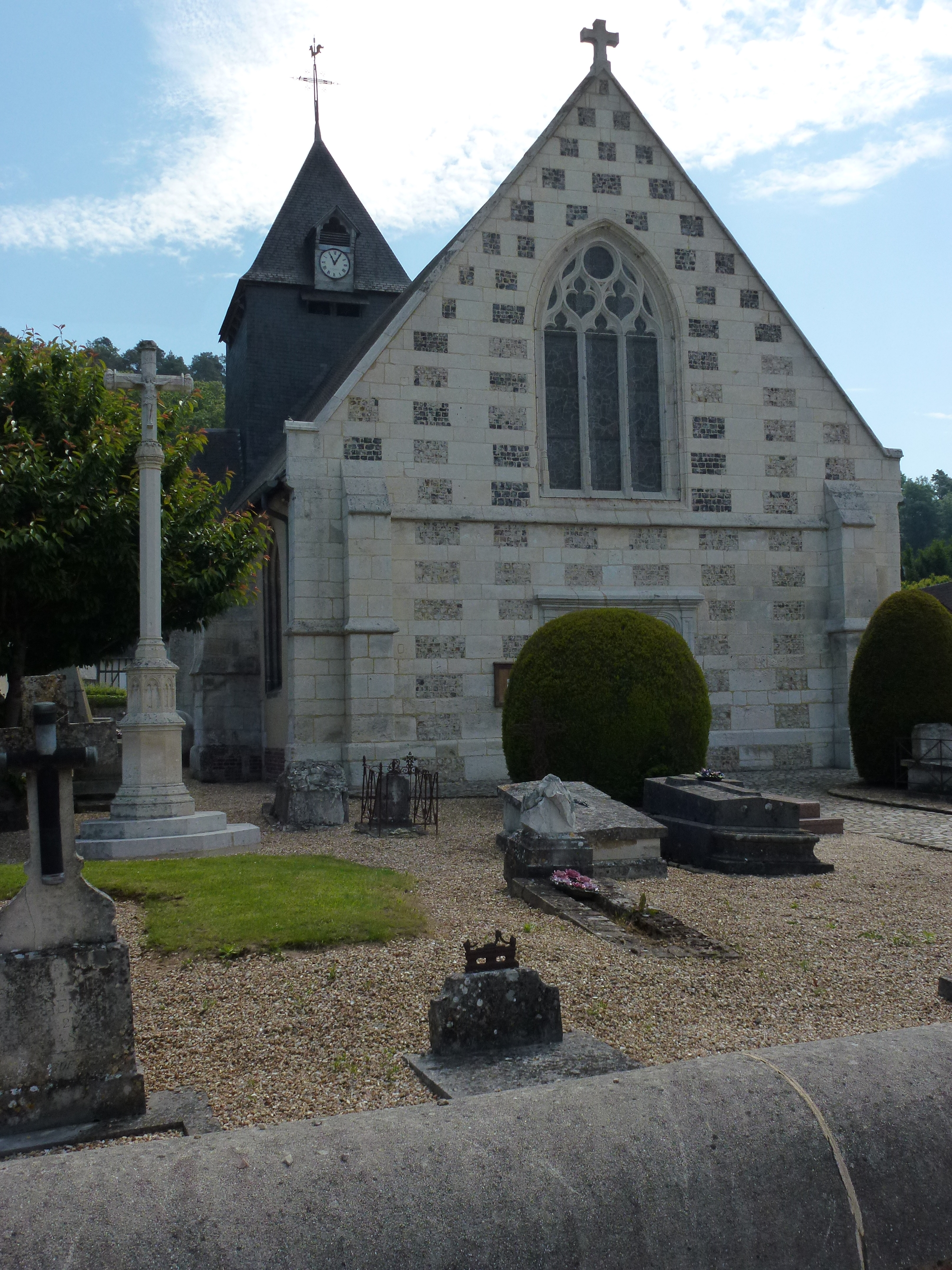
L'église Saint-André.
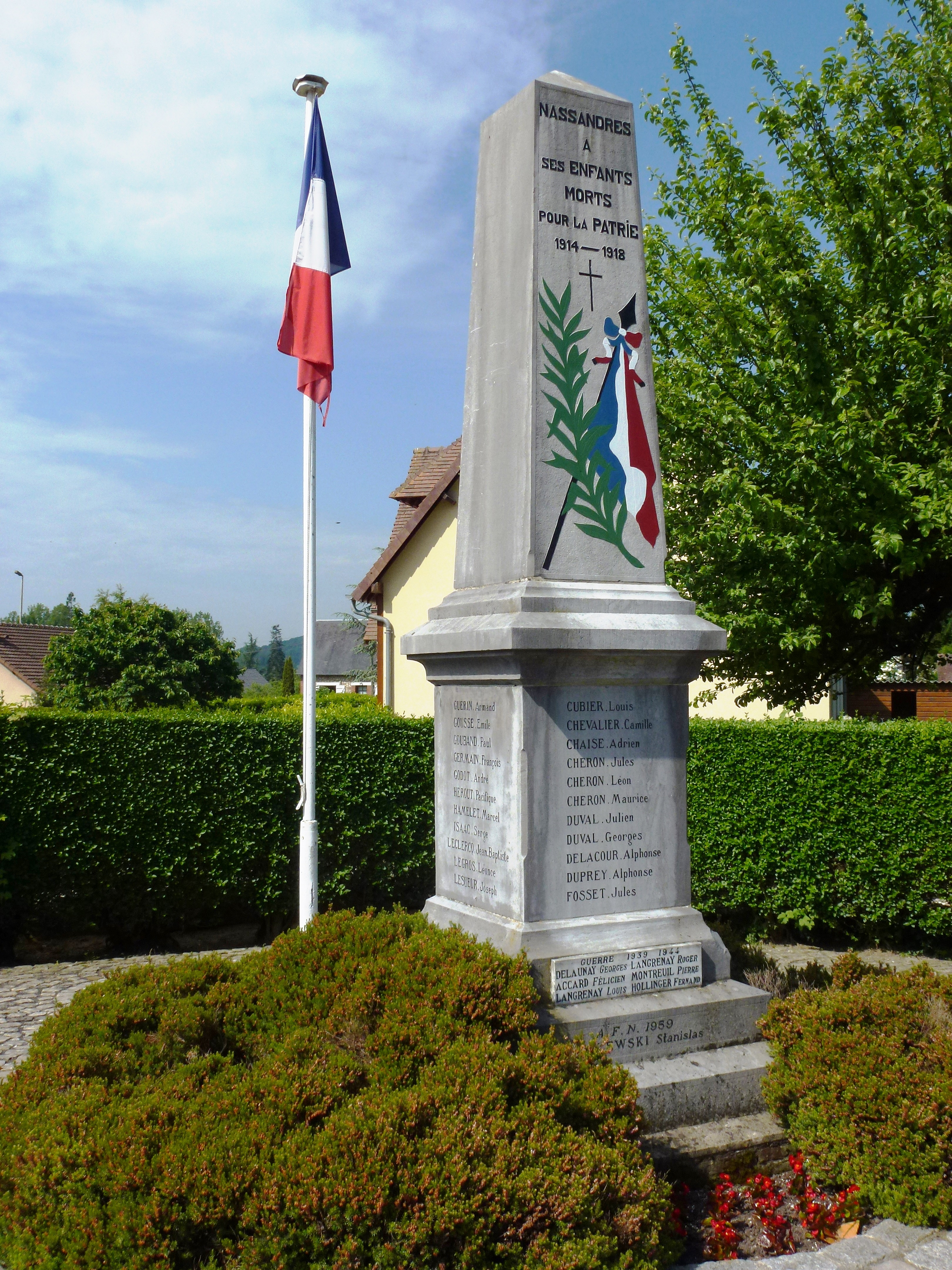
Monument aux morts.
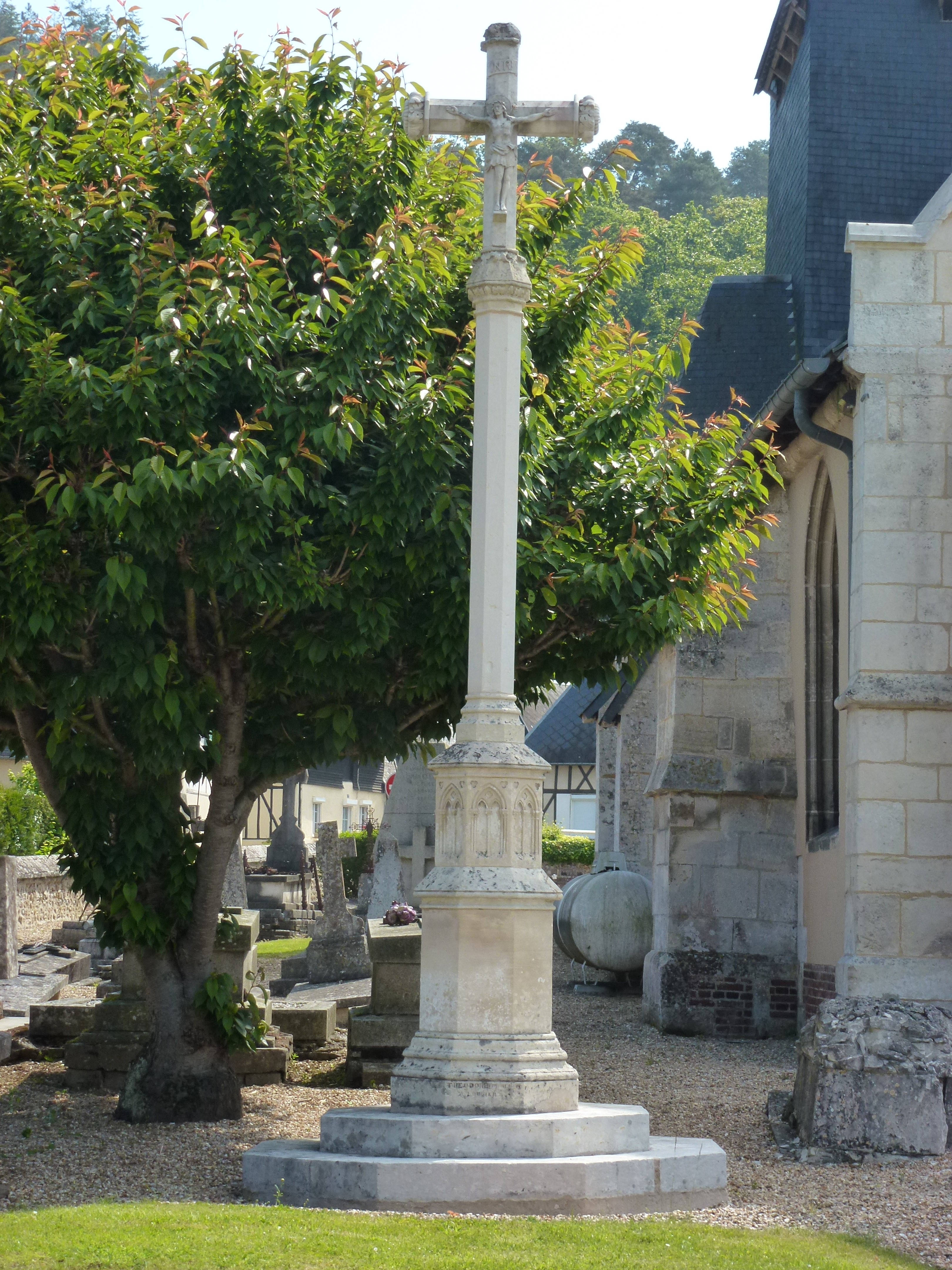
Croix de cimetière.
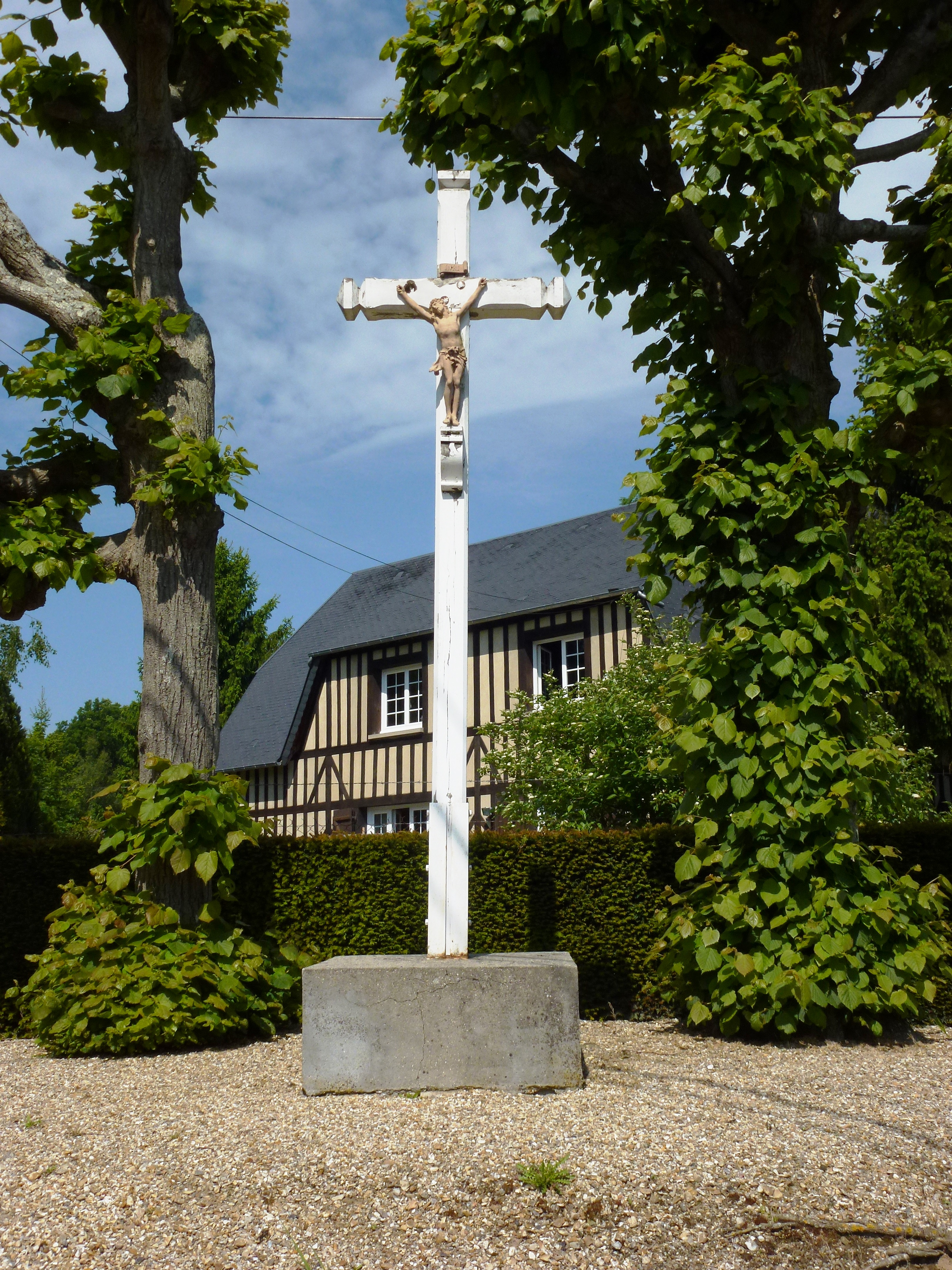
Croix de chemin (hameau de Bigards).

### Patrimoine naturel

#### Natura 2000
- Risle, Guiel, Charentonne[21].

#### ZNIEFF de type 1
- Les prairies et les étangs de Launay[22].

#### ZNIEFF de type 2
- La vallée de la Risle de la Ferrière-sur-Risle à Brionne, la forêt de Beaumont, la basse vallée de la Charentonne[23].

### Personnalités liées à la commune
- Paulin Gattier, homme politique né le 12 novembre 1773 à Nassandres (Eure) et décédé le 24 novembre 1849 à Serquigny (Eure).

### Héraldique
|  | Parti : au premier d'or au lion de sable, au chef d'azur chargé de trois fleurs de lis d'argent, au deuxième d'azur à la fleur de lis d'or. |